# Resende, Rio de Janeiro
Resende là một đô thị ở bang Rio de Janeiro, Brasil. Đô thị này có dân số 117.416 người (2005) và diện tích là 1.144 km². Resende được thành lập năm 1744 bởi Simão da Cunha Gago và đặt tên là Nossa Senhora da Conceição do Campo Alegre da Paraíba Nova (nghĩa tiếng Anh: Our Lady of the Joyful Field of New Paraíba). Người Anh-diêng Puri gọi nó là Timburibá. Ngày 29 tháng 9 năm 1801, địa danh này được đổi tên thành Resende theo sắc luật của tướng José Luís de Castro. Học viện quân sự Agulhas Negras nằm ở Resende.
Kinh tế của thành phố này chủ yếu là trong lĩnh vực nông nghiệp, sản xuất sữa và cà phê, tinh luyện uranium, sản xuất xe cộ. 